# وو ون مائو
وو ون مائو (انگلیسی: Vũ Văn Mẫu; ۲۵ ژوئیهٔ ۱۹۱۴ – ۲۰ اوت ۱۹۹۸) سیاست‌مدار اهل ویتنام بود. وی از ۲۸ آوریل ۱۹۷۵ تا ۳۰ آوریل ۱۹۷۵ نخست‌وزیر ویتنام جنوبی بود.
وو ون مائو در ۲۰ اوت ۱۹۹۸، در سن ۸۴ سالگی در پاریس درگذشت.